# Pedro Teruel
Pedro Luiz Teruel (Marília, 29 de novembro de 1947) é um empresário e político brasileiro.
Descendente dos quatro costados de espanhóis, foi deputado estadual de 2003 a 2011. Foi secretário de Estado de Habitação e Infraestrutura, diretor-presidente da Companhia de Gás e da Companhia Habitacional do Estado entre 1999 e 2000 e superintendente da Fundação Nacional de Saúde do Mato Grosso do Sul.
Foi candidato a senador em 1990, a governador em 1994 e a prefeito de Campo Grande em 2008. É filiado ao Partido dos Trabalhadores (PT) desde 1989, partido pelo qual foi vereador de Campo Grande em 1992. 
É formado em engenharia mecânica pelo Instituto Tecnológico de Aeronáutica (ITA), direito e administração de empresas pela FUCMT, hoje Universidade Católica Dom Bosco (UCDB). É empresário do setor de aviação agrícola e proprietário rural.
É dono do aeroporto Teruel, em Campo Grande. Pedro Teruel pretendia doar o aeroporto ao estado, ficando este responsável pela sua manutenção, enquanto o deputado exploraria a venda de combustíveis no local.
Em 2005 sofreu um grave acidente de trânsito, mas saiu ileso.